# Alfred Ament
Pour les articles homonymes, voir Ament (homonymie).
Alfred Ament (15 septembre 1927, Vienne, Autriche-) est le frère aîné de Hans Ament, un des 44 Enfants d'Izieu, arrêtés lors de la Rafle du 6 avril 1944, déportés et assassinés à Auschwitz. Alfred Ament vit jusqu'en septembre 1943 avec son frère Hans Ament et sa mère Ernestina Ament, avant d'être séparé d'eux et éventuellement pris en charge par l'Œuvre de secours aux enfants et emmené clandestinement en Suisse. Il survit à la Shoah. Il immigre aux États-Unis. Il devient un témoin de la Shoah.

## Biographie

### Vienne (Autriche)
Alfred Ament est né le 15 septembre 1927 à Vienne, en Autriche,.
Son père, Max Ament, est né le 28 juin 1895, à Sanok, en Pologne. Sa mère est Ernestina(Ernestine) Ament, née en Hongrie.
Le père est un fabricant à Vienne, en Autriche.
Il a un frère cadet, Hans Ament. né le 15 février 1934, à Vienne, en Autriche.
Le grand frère lui apprend à se servir de sa bicyclette.

### Belgique
Alfred Ament a 11 ans quand les Allemands annexent l'Autriche. En décembre 1938 ou au début 1939, la famille se réfugie à Anvers. en Belgique, et fait une application pour des visas pour les États-Unis. Ils reçoivent ces documents en mars 1940, mais sont en attente pour un bateau qui puisse les emmener en Amérique.

### France

#### 1940
En mai 1940, les Allemands envahissent la Belgique.
La famille Ament arrive à Paris au printemps 1940.
Le père de Alfred Ament, qui possède un passeport allemand, est arrêté et envoyé au camp de Rivesaltes.

#### 1941
Au printemps de 1941, la mère de Alfred Ament vend la collection de timbres d'Alfred Ament pour pouvoir se nourrir. Elle vend, plus tard, sa bague de fiançailles.
Lorsque la famille reçoit l'ordre de se rapporter pour la déportation dans un "camp de resettlement", ils fuient vers Marseille, alors en Zone libre.
Ernestina Ament avait choisi d'aller à Marseille avec ses enfants dans l'espoir de retrouver son mari. Max Ament avait demandé un transfert au Camp des Milles, près d'Aix-en-Provence. Il reçoit l'autorisation d'aller les rencontrer à la gare puis retourne au camp.

#### 1942
En 1942, Ernestine Ament est atteinte de la tuberculose.

#### 1943
Au début de 1943, son père, est transféré du Camp des Milles vers Drancy.
Max Ament est déporté par le Convoi No. 50, en date du 4 mars 1943, du Camp de Drancy vers Sobibor ou Maidanek.
Hans Ament est envoyé à la Maison d'Izieu. Alfred Ament est placé dans un home pour adolescents.
Il travaille dans la cuisine, mais la nourriture n'est pas suffisante, et Alfred Ament a souvent faim. Durant l'hiver de 1943, les nazis font des rafles dans les maisons d'enfants. Alfred Ament est envoyé avec deux autres enfants dans une ferme. Il apprend à traire une vache et à nettoyer la porcherie.
Hans Ament arrive à Izieu, le 21 septembre 1943.

#### 1944
En mars 1944, Alfred Ament et 30 autres enfants sont emmenés, clandestinement, en Suisse avec de fausses cartes d'identité, par l'Œuvre de secours aux enfants. À la frontière, ils doivent escalader une clôture en fil de fer barbelé de 10 pieds de haut,,.
Sa mère est hospitalisée le 23 mars 1944.
Hans Ament est âgé de 10 ans,il est arrêté avec les autres enfants d'Izieu, dans la Rafle du 6 avril 1944. Il est déporté par le Convoi No. 75, en date du 30 mai 1944, du Camp de Drancy vers Auschwitz.Il est assassiné le 3 juin 1944 à Auschwitz.
Alfred Ament passe le reste de la guerre dans un camp de réfugiés et plus tard dans un pensionnat en Suisse. Il correspond avec sa mère jusqu'à ce qu'elle meurt
Sa mère est décédée à Hauteville, Ain, le 7 août 1944. Elle était dans la section prison de l'hôpital, car elle était juive.

### Après la guerre
En mai 1945, Alfred Ament apprend que son père a été tué dans un camp de concentration et que ses grands-parents et son jeune frère, Hans Ament, ont été assassinés à Auschwitz. Il a 17 ans. Il n'a plus de famille.
Alfred Ament immigre aux États-Unis. Il devient un témoin de la Shoah.
En 1986, Alfred Ament soumet des Pages de Témoignage à Yad Vashem, en mémoire de son père, Max Ament, et de son frère, Hans Ament ,,,.
Il écrit un témoignage de 20 pages intitulé: My Lost Childhood.